# Eucera nigrescens
Eucera nigrescens là một loài côn trùng trong họ Apidae dài 13–15 mm bay từ tháng 4 đến tháng 10.